# OTR-21 Točka
OTR-21 Točka (rusky оперативно-тактический ракетный комплекс (ОТР) «Точка»; česky operačně-taktický raketový komplet „Točka“, „Tečka“) je v SSSR vyvinutá taktická balistická raketa krátkého dosahu. V indexu GRAU dostala označení 9K79, zatímco v kódu NATO SS-21 Scarab. K jejímu převozu slouží odpalovací vozidlo 9P129, postavené na obojživelném podvozku BAZ-5921/5922 (užívaný také pro rádiolokátor pozemního průzkumu 1L268 Kredo-1S, protiletadlový komplet 9K33 Osa, i v čistě transportní verzi).
Rozmisťování raket OTR-21 na území východního Německa začalo roku 1981, kdy nahrazovaly starší systém Luna-M.

## Popis
OTR-21 je mobilní raketový odpalovací systém určený k nasazení na bojišti spolu s dalšími pozemními bojovými jednotkami. Zatímco 9K52 Luna-M je velká a relativně nepřesná, OTR-21 je mnohem menší. Samotnou střelu lze použít k přesným úderům na nepřátelské taktické cíle, jako jsou kontrolní stanoviště, nádraží, mosty, skladovací zařízení, soustředění vojsk a letiště. Tříštivou bojovou hlavici lze nahradit jadernou, biologickou nebo chemickou. Díky pevnému palivu se střela snadno udržuje a nasazuje.
Jednotky OTR-21 jsou obvykle řízeny v brigádní struktuře. V brigádě je 18 odpalovacích zařízení; každé odpalovací zařízení je vybaveno 2 nebo 3 raketami. Vozidlo je zcela obojživelné, s maximální rychlostí 60 km/h na souši a 8 km/h ve vodě. Je chráněno proti NBC látkám. Systém byl vyvíjen od roku 1968 a dodnes byly vyvinuty tři varianty:

### Scarab A
Původní Scarab A vstoupil do služby v sovětské armádě v roce 1975. Nese jeden ze tří typů bojových hlavic:
- 482 kg konvenční HE.
- fragmentační (smrtící rádius více než 200 m).
- jaderný

Minimální dostřel je asi 15 km, maximální dostřel je 70 km a přesnost se odhaduje na 150 m.

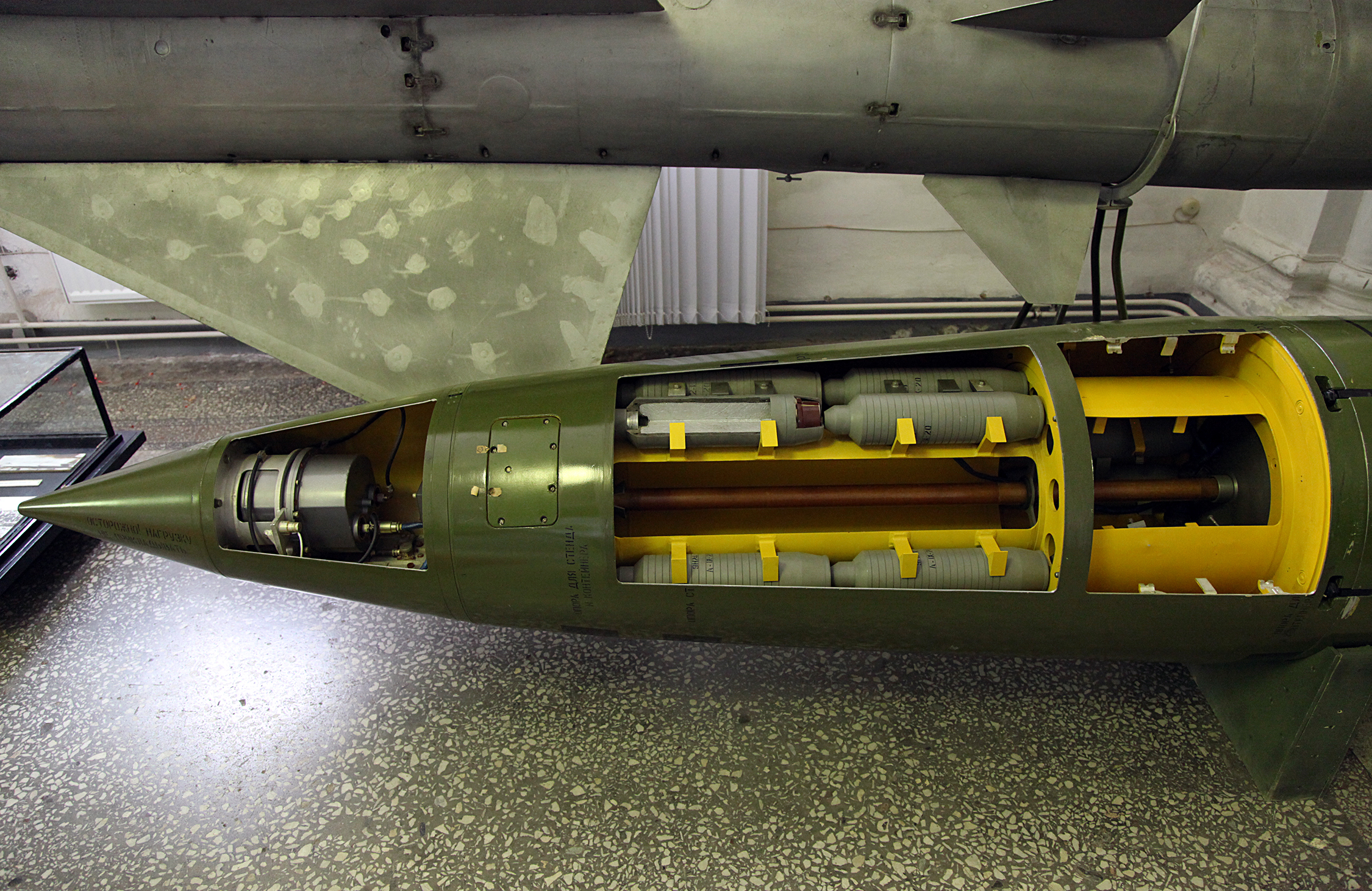
střela 9M79K pro raketový systém 9K79 Tochka

### Scarab B
Vylepšený Scarab B (Tochka-U) prošel v letech 1986 až 1988 státními zkouškami a byl zaveden v roce 1989. Vylepšená pohonná hmota zvýšila dolet na 120 km. Výrazně se zlepšila přesnost a to na 95 m.

### Scarab C
Třetí varianta, Scarab C, byla vyvinuta v 90. letech. Opět se zvýšil dolet na 185 km a přesnost se zvýšila na 70 m. Scarab C váží 1800 kg.

### Konfigurace
- Střely 9M79 s různými typy hlavic (9M79-1 pro komplet Točka U).
- Odpalovací zařízení 9P129 nebo 9P129-1M (SPU);
- Přepravní a nakládací stroj 9T218 nebo 9T128-1 (TZM);
- dopravní vozidlo 9T222 nebo 9T238 (TM);
- automatický zkušební stroj 9V819 nebo 9V819-1 (AKIM);
- vozidlo technické služby 9V844 nebo 9V844M (MTO).
- Souprava zbraňového vybavení 9F370-1 (KAO);

#### Výukové prostředky
- Simulátor 9F625M;
- Model celkové hmotnosti střely (např. 9M79K-GVM).
- Výcviková střela 9M79-UT a bojová hlavice 9N123F (K)-UT, 9N39-UT. 9H123F-R UT;
- cvičný model střely 9M79-RM a dělená střela 9N123K-RM.

## Bojové použití
Dosud byl systém bojově nasazen:
- První čečenská válka
- Druhá čečenská válka
- Válka v Jižní Osetii
- Válka v Jemenu
- Válka v Sýrii
- Válka na východní Ukrajině
- Válka o Náhorní Karabach
- Ruská invaze na Ukrajinu

## Uživatelé

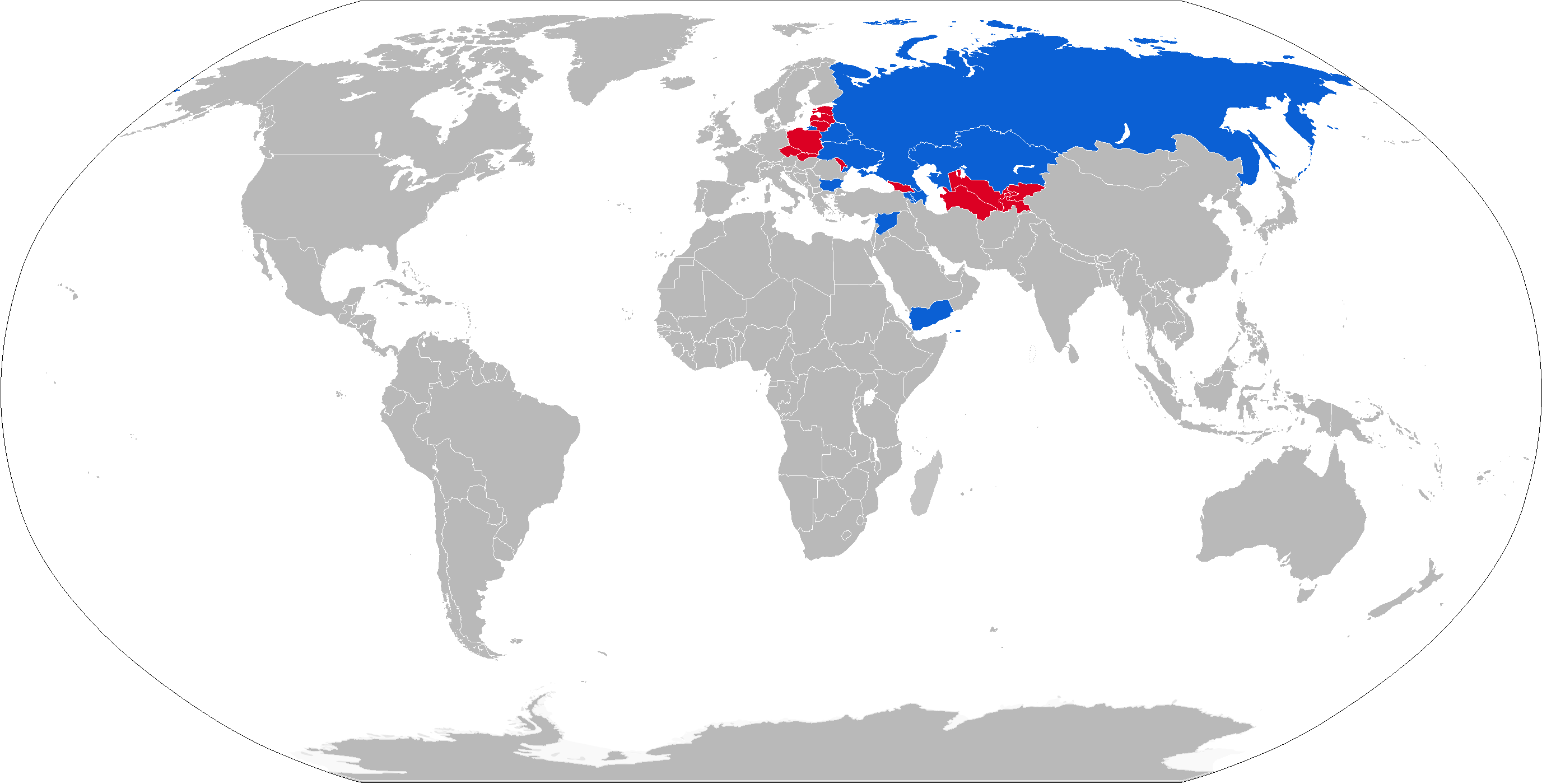
Mapa provozovatelů OTR-21 modře, bývalí provozovatelé červeně

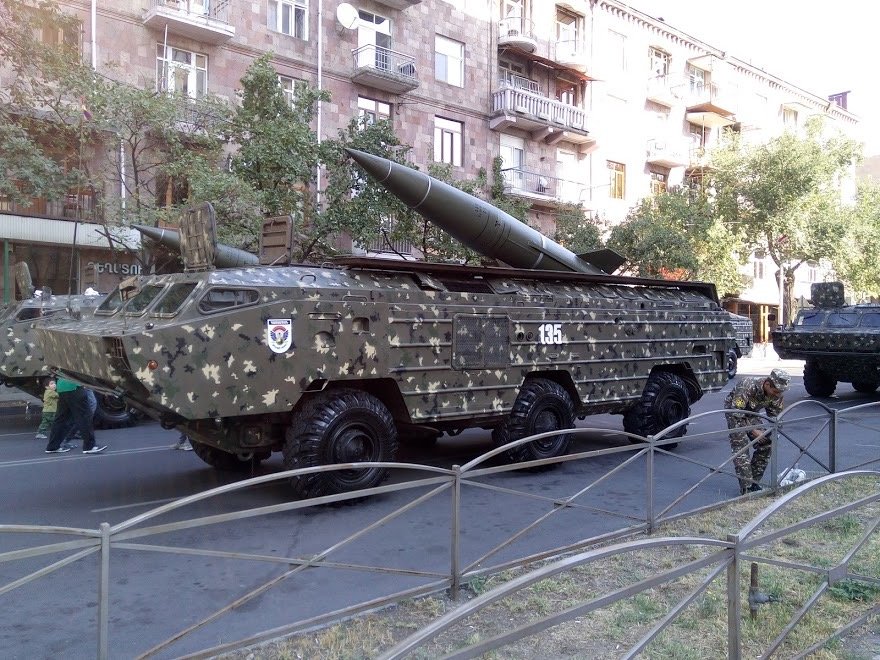
Arménské OTR-21 během přehlídky ke Dni nezávislosti v Jerevanu, 2016

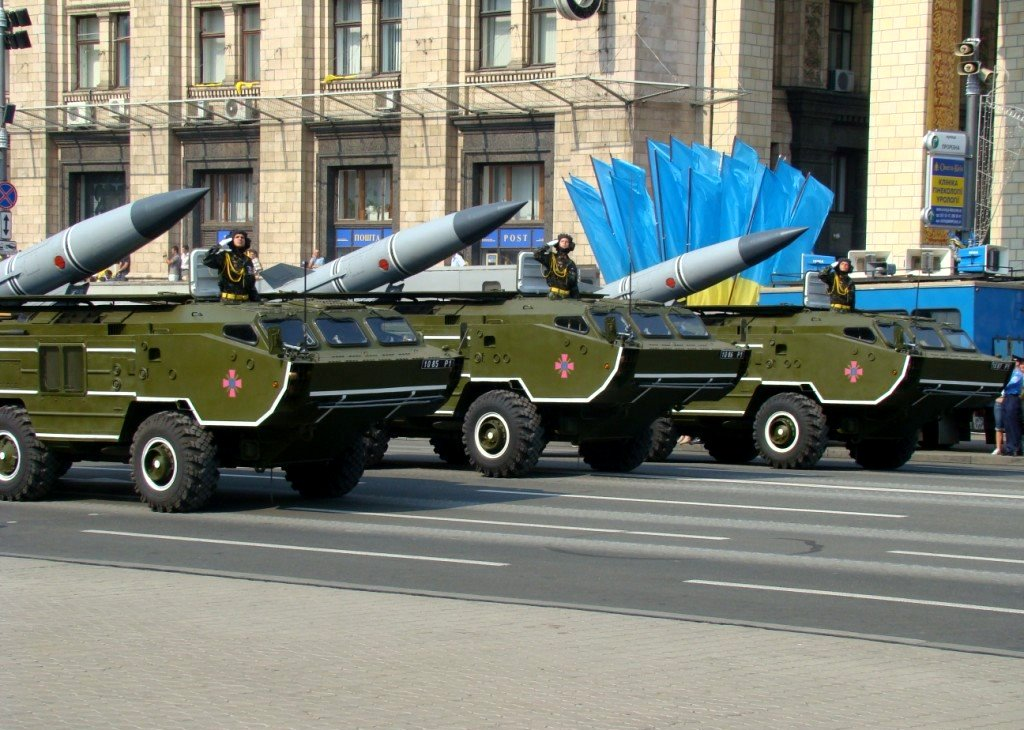
Ukrajinské střely OTR-21 Točka během přehlídky ke Dni nezávislosti v Kyjevě, 2008

### Současní uživatelé
- Arménie
- Ázerbájdžán
- Bělorusko
- Bulharsko
- Jemen
- Kazachstán
- Rusko
- Severní Korea
- Sýrie
- Ukrajina

### Bývalí uživatelé
- Česko
- Československo
- Německo
- Polsko
- Severní Jemen
- Slovensko
- Sovětský svaz
- Východní Německo